# Лакаица (община Струга)
Вижте пояснителната страница за други значения на Лакавица.
Лакаица (на македонска литературна норма: Лакаица; на албански: Lakavica) е село в Северна Македония, в община Струга.

## География
Селоот е разположено в областта Дримкол, високо в прохода между планините Ябланица от юг и Радук от север, до границата с Албания, в едно малко разширение на Лакаичката река, северно над слива на Лакаичката и Беличката река. Около селото са местностите Цървена вода, Четири извори, Черешне, Добра вода, Ребор, Гемия, Лалбийово бърдо. Две дерета се казват Добра вода и Дервишов трап. Около селото са планините Радуч, Орлов камен, Църни камен, Каменьр (Калкан), Горна Лакавица, Лопушник, Вишарица. Понякога е смятано за част от Голо бърдо.

## История
До 1913 година землището на днешното село Лакаица е част от синура на Стеблево, използвана предимно като пасища. През 1913 година Стеблево попада в границите на Албания, а землището му е разделено между Албания и Сърбия, като четвърт е в Албания и три четвърти в Сърбия. Стеблевчани основават на сръбска територия самостоятелно село Лакаица. През 1915 година Голо бърдо е присъединено към Сърбия, образуван е Голобърдския срез и стеблевци се връщат в Стеблево. През 1920 година, след като сръбските власти напускат албанската част на Голо бърдо, жителите на Стеблево отново заселват Лакаица, заедно с някои от Кление.
В 1940 година Миленко Филипович пише, че в селото има 15 къщи, всички на един куп. Гробището е над къщите, а селската слава е на Преображение и на летния Свети Никола (9 май по стар стил).
Родовете в Лакаица са Поповци (по-рано Райковци, 5 къщи със слава на летния Свети Никола) по произход от Стеблево, смятани за един от родовете основатели на Стеблево, Коловичи (1 къща, летен Свети Никола) от Стеблево, а преди това бежанци от кръвно отмъщение от Мат, със старо име Мациновци и клон в Скопие, Цвърковци (Цварковци, 3 къщи, летен Свети Никола) са от Герановци в Стеблево, Бецековци (1 къща) и Стевовци (1 къща, летен Свети Никола) са от Стевовци в Стеблево, Филочевци (1 къща, Света Петка 14 октомври и зимен Свети Никола) са заселени от Кление в 1920 година, Миленкович (1 къща, летен Свети Никола) е от Плаушковци от Кление, Мазникович (1 къща, Света Петка и зимен Свети Никола) от Кление.
Според преброяването от 2002 година селото има 3 жители северномакедонци.